# Várady József (református lelkész)
Várady József (Sajóvámos, 1930. május 14. – Megyaszó, 2008. január 21.) református lelkész, építészeti kutató.

## Életrajza
Lelkészi családban született. Édesapja idős Várady József, sajóvámosi lelkipásztor volt 1927-től haláláig, 1968-ig, édesanyja Tisza Erzsébet Máramarosszigetről.
Kondói lelkipásztor volt 1962-től 2008-ig, haláláig.
2007-ben Podmaniczky-díjat kapott. Kondó község díszpolgára (posztumusz).
18 kötetben mutatta be a magyar református templomokat fényképekkel és történetüket leíró szövegekkel.

## Könyvei
- Református templomaink, Alföldi Nyomda, Debrecen, 1987, ISBN 963 00 114 09
- Tiszáninnen református templomai, Alföldi Nyomda, Debrecen, 1989, ISBN 963 00 1203 0
- Tiszántúl református templomai I., Alföldi Nyomda, Debrecen, 1991, ISBN 963 00 1458 0
- Tiszáninnen református templomai 1. számú pótfüzete, Alföldi Nyomda, Debrecen, 1990, ISBN 963 00 1337 1
- Tiszáninnen református templomai 2. számú pótfüzete, Alföldi Nyomda, Debrecen, 1990, ISBN 963 00 1423 8
- Tiszántúl református templomai II., Alföldi Nyomda, Debrecen, 1991,  helytelen ISBN kód: 963 00 1460 9
- Dunamellék református templomai I. A Délpesti Egyházmegye, Kner Nyomda, Gyoma, 1993, ISBN 963 450 293 8
- Dunamellék református templomai II. A Vértesaljai Egyházmegye, Gazdász Elasztik Kft. Nyomda, Miskolc-Diósgyőr, 1994, ISBN 963 00 1820 9
- Tiszáninnen református templomai 3. számú pótfüzete, Litográfia Nyomdaipari és Kereskedelmi Kft., Debrecen, 1996, ISBN 963 00 1914 0
- Tiszáninnen református templomai 4. számú pótfüzete, Litográfia Nyomdaipari és Kereskedelmi Kft., Debrecen, 1997, ISBN 963 00 2054 8
- Reformed Churches of North-East Hungary, Gazdász Nyomda, Miskolc-Diósgyőr, 1999, ISBN 963 550 505 1
- Dunántúl református templomai I. A Mezőföldi egyházmegye, Gazdász Elasztik Kft. Nyomda, Miskolc-Diósgyőr, 2000, ISBN 963 640 840 8
- Dunántúl református templomai II. A Tatai egyházmegye, Gazdász Elasztik Kft. Nyomda, Miskolc-Diósgyőr, 2001, ISBN 963 640 840 8
- Dunántúl református templomai III. A Pápai egyházmegye, Gazdász Elasztik Kft. Nyomda, Miskolc-Diósgyőr, 2001, ISBN 963 640 840 8
- Királyhágómellék református templomai I. A Nagybányai, Nagykárolyi, Szatmári, Szilágysomlyói, Zilahi egyházmegyék, k. n., Debrecen, 2004, ISBN 963 460 206 1
- Tiszáninnen református templomai 5. számú pótfüzete. A lelkészek neve és sírjai, Litográfia Nyomda, Debrecen, 2006, ISBN 963-06-1503-7
- Tiszáninnen református templomai 6. számú pótfüzete. Egyházkerületi arcképcsarnok, Litográfia Nyomda, Debrecen, 2007, ISBN 963-06-1504-5
- Tiszáninnen református templomai színesben, Litográfia Nyomda, Debrecen, 2007, ISBN 963-06-1502-9